# 京成バス千葉セントラル船橋営業所
京成バス千葉セントラル船橋営業所（けいせいバスちばセントラルふなばしえいぎょうしょ）は、千葉県船橋市栄町にある京成バス千葉セントラルの営業所。
本項では、船橋営業所の前身である京成バスシステム株式会社（けいせいバスシステム）についても扱う。

## 京成バスシステム
京成バスシステム株式会社（けいせいバスシステム）は、千葉県船橋市栄町1丁目10番10号にあったバス事業者。京成電鉄の連結子会社であり、京成グループの企業であった。本社敷地内に本社営業所を併設していた。
バブル崩壊後、 慢性的な赤字部門だった京成電鉄（現・京成バス）の貸切バス事業の再生を目指し、京成電鉄と京成バスの2社が共同で出資し、京成バスから貸切バス（観光バス）と特定バス（企業送迎等）の各事業の一部を分離・譲渡させる目的で2005年（平成17年）11月に設立された。
2012年（平成24年）12月には、京成バス船橋営業所花輪車庫が再開発による移転と管轄する船橋営業所の閉鎖に伴う路線バス事業の再編が行われ、京成バスから船橋駅南口・京成船橋駅を発着する全ての路線免許及び南船橋駅を発着する路線全ての路線免許を譲受した。
2017年（平成29年）2月から車両デザインのマイナーチェンジが開始され、窓下下部のラインが従来使用されていた赤色から黄緑色へと順次変更され、京成バスとは異なる塗装となった。また、京成バス千葉セントラルへの改組の際、当社所属車両のみ社名表記のフォントがそれまでの「京成バスシステム」および「京成バス」の表記に準じたものになった。
営業所表記は京成バスに準じているが、「KS - 」を冠して識別していた（詳細は#社号を参照）。

## 沿革
- 2005年（平成17年）11月22日 - 千葉県船橋市宮本9丁目（現在は再開発により、ホームセンターコーナン 船橋花輪インター店になっている）に京成バス貸切センター（後の船橋高速貸切センター）の事業を一部分割し、京成バスシステム株式会社を設立。
- 2007年（平成19年）12月1日 - 京成バス船橋営業所花輪車庫（現・京成バス新都心営業所習志野出張所）の臨港線を譲受。
- 2012年（平成24年）
  - 9月9日 - 東京シャトル（現・エアポートバス東京・成田）の運行に参入。
  - 11月16日 - 京成バス船橋営業所花輪車庫より市内線と東船橋線を譲受し、市内線の一部を南船橋線として分割。
  - 12月23日 - 本社並びに車庫を船橋市栄町1丁目（サカエゴルフセンター跡地）に新築移転。同時に京成バス船橋営業所花輪車庫の廃止に伴う再編により柏井線を譲受。
- 2014年（平成26年）3月29日 - 津田沼ららぽーと線を開設（後に廃止）。
- 2025年（令和7年）4月1日 - 京成グループにおけるバス事業の再編により、ちばレインボーバス・千葉海浜交通・船橋新京成バス習志野営業所と統合され、京成電鉄バスホールディングス傘下の京成バス千葉セントラルの営業所となった[2][4][5]。

## 一般路線バス
2007年（平成19年）12月1日に京成バス船橋営業所花輪車庫（現・京成バス新都心営業所習志野出張所）が受け持っていた臨港線の運行を譲り受けたのをきっかけに、一般路線バス事業に進出した。その後も路線再編の度に路線を京成バスから移管されていたが、2014年（平成26年）3月29日に自社初の路線を新設した。

### 臨港線

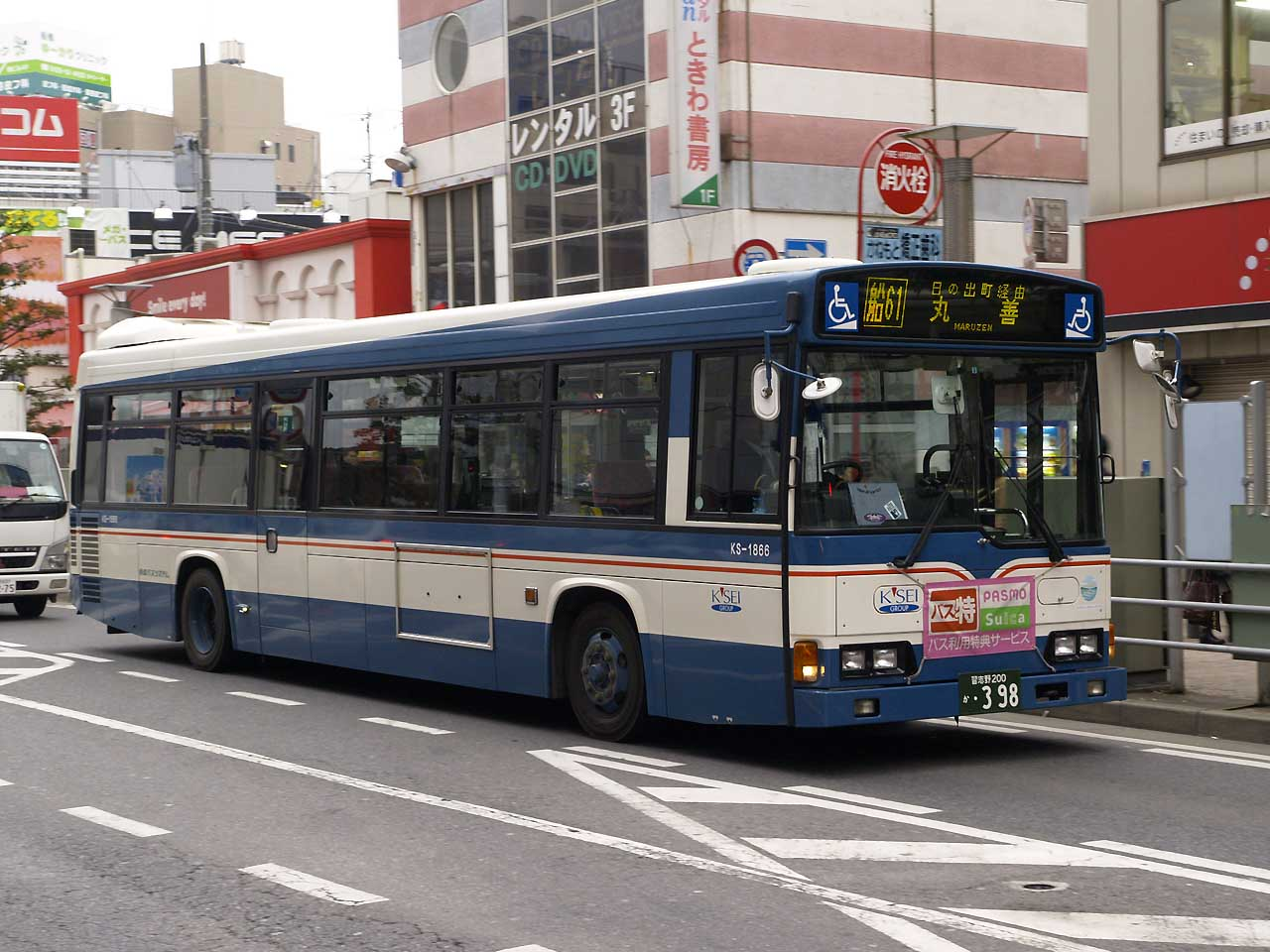
船61系統（KS-1866旧塗装車）

- 船61：京成船橋駅 - 日の出町 - 二俣新道 - 船橋海浜公園（潮見町非経由）
- 船61：京成船橋駅 - 日の出町 - 丸善
- 船61：京成船橋駅 - 日の出町 - 栄町（平成26年2月14日まで）
- 船61：京成船橋駅 - 日の出町 - 西浦町
- 船62：京成船橋駅 → 日の出町 → 丸善 → 船橋海浜公園（平日下り1本のみ）
- 船62：京成船橋駅 - 日の出町 - 二俣新道 - 潮見町 - 船橋海浜公園
- 船63：京成船橋駅 - 南本町小学校 - 二俣新道 - 船橋海浜公園（潮見町非経由）
- 船63：京成船橋駅 - 南本町小学校 - 丸善
- 船63：京成船橋駅 - 南本町小学校 - 西浦町
- 船63：京成船橋駅 - 南本町小学校 - 本社営業所
- 船64：京成船橋駅 - 南本町小学校 - 二俣新道 - 潮見町 - 船橋海浜公園
- 臨時急行：京成船橋駅 - （無停車） - 二俣新道 - （無停車） - 船橋海浜公園 ※
- 臨時急行：二俣新道 - （無停車） - 船橋海浜公園 ※

※毎年4月中旬～6月中旬にふなばし三番瀬海浜公園で開催される潮干狩りの土日祝日開催時間中のみ運行
- 1962年9月20日：東中山駅 - 日の出町 - 西浦町を開通。
- 1965年頃：京成船橋駅 - 日の出町 - 西浦町に変更。
- 1973年頃：京成船橋駅 - 日の出町 - 丸善鉄工所（現・丸善）に延長。
- 昭和末期頃：臨時バスとして京成船橋駅 - 船橋海浜公園を運行。急行運転。
- 1992年4月29日：京成船橋駅 - 日の出町 - 丸善鉄工所 - 船橋海浜公園、および京成船橋駅 - 日の出町 - （潮見町経由または非経由） - 船橋海浜公園を新設または延長。
- 1998年2月1日：南本町小学校経由の便を新設。
- 2007年12月1日：京成バス船橋営業所花輪車庫から京成バスシステムに移管。
- 2012年8月11日：栄町、西浦町折り返し便、船64南本町小学校・潮見町経由の便を新設。
- 2012年12月23日：本社移転に伴い、船63系統に京成船橋駅 - 南本町小学校 - 本社営業所便を新設。

移管後もバス共通カードが利用できたほか、2007年11月30日以前に購入された京成バスの定期券については有効期限までの間は引き続き利用できる。ただし、回数券は2008年3月31日をもってこの路線では使用できなくなった。さらに、2009年3月21日にはPASMOが導入された。
二俣新道バス停は京葉線の二俣新町駅に近いが、距離が離れているため、徒歩の所要時間を考慮する必要がある。また、「京成船橋駅」行は「船橋海浜公園」発「丸善」発とで発着場所が異なる。

### 市内線
- 西船11：（船橋駅 →） 京成船橋駅 - 船橋市役所 （→ 市役所入口）- 郵便局 - 船橋中央病院 - 西船橋駅
- 西船11：船橋市役所 （→ 市役所入口）- 郵便局 - 船橋中央病院 - 西船橋駅
- 西船12：（船橋駅 →） 京成船橋駅 - 市役所入口 - 郵便局 - 船橋中央病院 - 西船橋駅（市役所非経由）
- 1958年12月10日：新京成電鉄（現・船橋新京成バス）船橋循環線の免許を譲り受け、ルート変更の上、西船橋駅 - 船橋駅 - 大神宮下 - 花輪第二車庫（停留所名：花輪車庫）を開通。
- 時期不明：ららぽーと線と統合し、西船橋駅 - 船橋駅 - （海老川または競馬場） - 若松団地線を開通。
- 1986年3月3日：若松団地付近を廃止し、南船橋駅折返しに変更。
- 1991年7月15日：花輪車庫 - 船橋駅間を廃止。西船橋駅 - 南船橋駅の直通を廃止し、分割運行となる。
- 2012年11月16日：京成バス船橋営業所花輪車庫から京成バスシステムに移管。

船橋の市内線はもともと新京成電鉄が開通させたもので、当時は船橋市内循環線と呼び循環運転をしていた。その後、西船橋駅の開業に伴う営業エリアの見直しで京成がこれを引き継ぎ、西船橋駅 - 花輪車庫とした。この際に当時京成が運行していた津田沼駅 - 新木戸線を（すなわち、神崎線や大和田線のうち津田沼駅 - 新木戸間の折返便だけを）新京成電鉄に譲渡している。

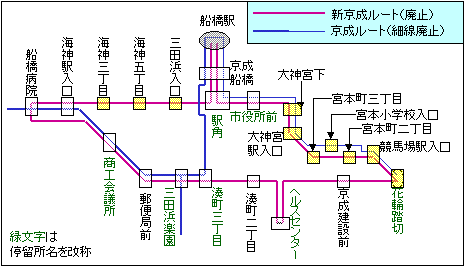
船橋市内線（新京成から京成へ）
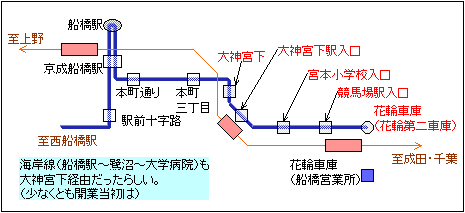
廃止となった花輪車庫（花輪第二車庫） - 京成船橋駅間

開通当初は本数も多く、電車と違って本町通りの商店街に容易にアクセスできることから利便性も高かった。しかし、昭和40年代頃より、船橋駅 - 駅前十字路間の道路渋滞がひどくなり、定時運行が難しくなった。特に、船橋駅 - 花輪車庫間は鉄道の方が圧倒的に有利な状況となった。この区間が廃止になったのは1991年であるが、実際にはこれより前に減便に次ぐ減便を繰り返し、廃止時は1時間に1本程度しか走っていなかった。なお、本町通り（海神五丁目経由）のルートについては、総武線複々線化後陸橋で越す事となったが用地制約から急勾配となったため、冬期になると路面凍結によりバスが通過出来ないという事態も発生した事から昭和50年頃には廃止となっている。
その後の残っている区間にしても、船橋駅側に入ると定時性が確保できなくなるため、1997年の改正より市役所の折返しを大幅に増やすこととなり、2006年の京成船橋駅の高架化による交通事情の改善後もそのまま維持され現在に至っている。
2012年11月16日、京成バス船橋営業所花輪車庫から京成バスシステムに移管された。

### 南船橋線・南船橋栄町線
- 船71：（船橋駅 →） 京成船橋駅 - 海老川 - ららぽーと - 南船橋駅（南船橋線）
- 船72：船橋駅 → 船橋競馬場駅 → ららぽーと → ららぽーと東口 → 南船橋駅（南船橋線・夜間のみ）
- 船72：南船橋駅 → ららぽーと東口 → 船橋競馬場駅 → 京成船橋駅（南船橋線・朝のみ）
- 南船11：南船橋駅 - 日の出町 - 栄町 - 本社営業所（南船橋栄町線）
- 1955年11月5日：船橋駅 - ヘルスセンター入口（現・海老川） - ヘルスセンターを開通。当初は往復運行。
- 時期不明：船橋駅 → 競馬場 → ヘルスセンター → 海老川 → 船橋駅に変更。
- 1969年6月：若松町団地線（センター競馬場前駅 - 若松町団地（のち若松団地、線名も若松団地線に変わった））を開通。
（この間に、ヘルスセンター閉鎖、プール施設のゴールデンビーチのみ営業、ゴールデンビーチ閉鎖を経たがルートは同じ）
- 時期不明：市内線・若松団地線と統合し、西船橋駅 → 船橋駅 → 競馬場 → ららぽーと → ららぽーと東口 → 若松団地および若松団地 → ららぽーと → 劇場前（現・親水公園東） → 海老川 → 西船橋駅となる。線名が市内線となる。（多くの便が船橋駅折返し）
- 時期不明：ららぽーと開業により区間便増発。
- 1986年3月3日：若松団地付近を廃止し、南船橋駅折返しに変更。
- 1991年7月15日：西船橋駅 - 船橋駅と船橋駅 - 南船橋駅に分割し、ほとんどの便が往復とも海老川経由となる。競馬場経由はららぽーと非経由に変更の上、朝夜だけとなる。
- 時期不明：船橋競馬場駅 - 南船橋駅の区間便を開通。
- 1997年10月4日：船橋競馬場駅 - 南船橋駅の区間便を廃止。
- 2012年11月16日：京成バス船橋営業所花輪車庫から京成バスシステムに移管。路線名を「南船橋線」に変更。

船橋駅 - ららぽーと - 南船橋駅間を走るこの路線には市内線の名が付されていた。ただし、この線の開通時は「ヘルスセンター線」という別の路線名がついており、線名通り船橋ヘルスセンターへの足となっていた。今のららぽーとTOKYO-BAYの前身である。ヘルスセンター開通当初は海老川経由の往復運転（現在の昼行便に類似）だったが、その後、船橋駅 → 競馬場 → ヘルスセンター → 海老川 → 京成船橋駅という循環線に変わった（現在の競馬場停留所が南船橋行き側しかないのはその名残である）。なお、昭和30年代後半、昭和40年代前半には、市川駅 - ヘルスセンター線もあった。
その後ヘルスセンターは、諸般の事情のため1977年5月に閉場し、1981年、ららぽーとに衣替えとなった。衣替えには4年を要しているが、その間にも旧センターに隣接して、流水プールであるゴールデンビーチが夏期に営業するなど、何も無かったわけではなく、この循環線も継続された。
これとは別に、1969年に若松町団地線（センター競馬場駅（現・船橋競馬場駅） - 若松団地（南船橋駅の近く、開業当時は若松町団地と呼んでいた））という路線が開通した。この当時は京葉線が無く、若松（町）団地には鉄道駅へのアクセス手段としてバス路線が必要だった。その後、前述のゴールデンビーチが閉鎖された頃にゴールデンビーチ循環線とこの若松団地線が統合されることとなり、さらに市内線（西船橋駅 - 花輪車庫、当時）とも統合して西船橋駅 - 船橋駅 - 海老川 - センター事務所前（現・ららぽーと） - 若松団地という往復とも海老川を経由する路線になった。その際、湊町一丁目 - 競馬場間にセンター競馬場駅入口停留所が新設された（その後、同駅折返場を発着する路線バスが無くなったため、現在、この停留所は船橋競馬場駅と改称されている）。その後、ららぽーとが開業し、船橋駅 - ららぽーとの臨時バスが運行されるようになった。センター競馬場駅 - ららぽーと間でも無料バスの運行が開始された。これにより、センター競馬場駅 - 若松団地線は廃止された。
ららぽーとの開業当初は今ほど道路も混雑していなかったために運行本数も多く、休日は臨時直通バスが多数出ていた。しかし、年を追う毎に、ららぽーとへは自家用車で訪れる客が増えてきた。また、国道14号および船橋競馬場駅 - ららぽーと間の道路も渋滞が激しくなり、定時運行は困難になってきた。その後、大半の便を往復とも海老川経由に変更する等の改善策を図ってきたが、乗客の減少は止まらず、減便となった。
なお市内線のところでも触れたが、現在は船橋駅を境に再び分割されている。また、京葉線開業により南船橋駅が開業したために、この路線の若松団地側はこの駅を経由するようになったが、若松団地と南船橋駅は目と鼻の距離であるために、駅までに短縮された。なお、現在は南船橋駅 - ららぽーと間にも無料バスがある。
2012年11月16日、路線名を南船橋線に改称した上で京成バスシステムに移管された。
2015年3月30日、出入庫便として南船11系統（南船橋栄町線）が新設された（平日：本社営業所発3便・南船橋駅発2便、休日：本社営業所発2便・南船橋駅発2便）。

### 東船橋線
- 船41：（船橋駅 →） 京成船橋駅 - 大神宮坂上 - 東船橋駅 - 前原西一丁目 - 津田沼駅
- 2003年5月16日：京成バス大久保線のうち、船橋駅 - 三山車庫の系統が津田沼駅で分割される。船橋駅 - 津田沼駅間は東船橋線に線名変更。
- 2012年11月16日：京成バス船橋営業所花輪車庫から京成バスシステムに移管。

かつては大久保線の一部であったが、市内線同様路線のほぼ全区間が混雑区間であり定時運行に難があることから分離された。船橋営業所花輪車庫時代より中型車により運行されており、時折小型車も入ることがあった。

### 柏井線

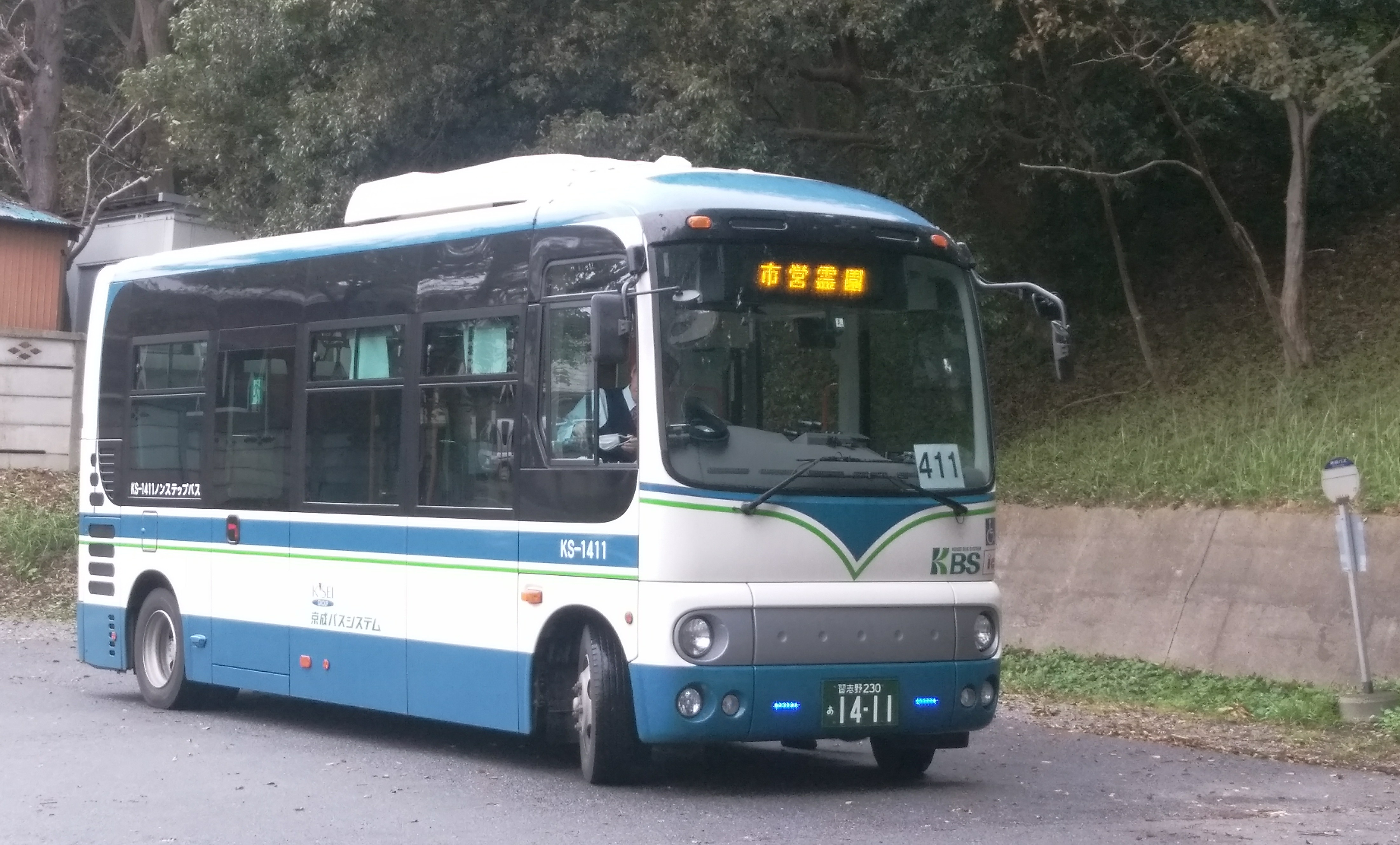
市川霊園バスターミナルに到着する専用車両(KS-1411)

- 中山01：下総中山駅 - 中山駅入口 - 本北方三丁目 - 船橋法典駅入口 - 柏井四丁目 - 市営霊園
- 中山01：下総中山駅 - 中山駅入口 - 本北方三丁目 - 北方市営住宅（下総中山駅行き朝のみ、北方市営住宅行き夜のみ）
- 中山01：下総中山駅 - 中山駅入口 - 本北方三丁目 - 船橋法典駅入口 - 柏井四丁目 - 市営霊園 - 保健医療福祉センター（昼間のみ）
- 中山01：西船橋駅 - 競馬場入口 - 下総中山駅 - 中山駅入口 - 本北方三丁目 - 船橋法典駅入口 - 柏井四丁目 - 市営霊園（市営霊園方向朝1便のみ、西船橋方向夜1便のみ）
- 昭和期：市川車庫 （現・八幡車庫）- 中山駅（現・京成中山駅） - 若宮 - 柏井 - 大野（正確な場所不明）が開通。
- 中山駅 - 柏井 - 大柏 - 大町（現・大町公民館）も運行が開始された（詳細不明）。
- 1958年12月20日：西船橋線（市川車庫 - 中山駅 - 若宮小学校 - 古作 - 西船橋駅）が開通。
- 1959年7月20日：鎌ヶ谷線[7]（市川車庫 - 中山駅 - 若宮小学校 - 柏井 - 柏井本村 - 東武鎌ヶ谷駅）が開通。
- 昭和40年代：西船橋線が西船橋駅 - 中山駅入口 - 若宮小学校 - 北方十字路 - 古作 - 西船橋駅に変更。西船橋循環線となる。
- 昭和40年代：中山駅 - 柏井四丁目 - 市川霊園（現・市営霊園）および中山駅 - 柏井 - 浜道 - 迎米坂下（現・市川大野駅）に変更。（注：市川霊園短縮と迎米坂下短縮が同時かどうか不明）
- 1979年8月28日：柏井線が西船橋駅 - 中山駅入口 - 柏井四丁目 - 市川霊園および西船橋駅 - 中山駅入口 - 浜道 - 市営霊園に変更。西船橋循環線が大幅減便。
- 1999年8月1日：浜道経由便の廃止。西船橋循環線が左回りのみとなる。
- 2004年11月1日：西船橋循環線の廃止。
- 2008年：市川営業所から船橋営業所花輪車庫に移管。
- 2009年4月1日：ルート変更。渋滞回避及び利便性の向上のため北方十字路を通行するルートを廃し、北方町四丁目地区及び船橋法典駅を通行するルートに改められた上で増便される。
- 2011年4月1日：市川市の総合事業として、柏井線の実証運行開始。（2013年3月31日まで）
- 2012年12月23日：京成バス船橋営業所花輪車庫から京成バスシステムに移管。

柏井線は下総中山駅から柏井地区および市営霊園に至る路線である。朝夕のみ西船橋駅発着便があり、昼間のみ市営霊園を経て保健医療福祉センターまで乗り入れる。なお、船橋法典駅周辺で一方通行路を走行する関係で、下総中山駅方向行きが同駅周辺を一周するルートをたどる。この船橋法典駅周辺では狭隘な交差点を鋭角に左折する箇所があるため全長7m級の小型バスで運行されている。2004年11月より2009年3月まで、全区間が、この路線の独自区間となっており特徴の一つに挙げられる。
開通は古く戦前にさかのぼり、国鉄（現・JR東日本）の中山駅（駅名は下総中山だが、京成の停留所名は「中山駅」）を起点として大野（詳細不明）まで至っていた路線を京成が買収した。その後、大町まで延長もされた。戦後になると、柏井から北側（今の柏井四丁目方面）に分岐して東武鎌ヶ谷駅に至る鎌ヶ谷線が開通し、二本立てとなった。しかし、柏井四丁目 - 東武鎌ヶ谷駅間は結局廃止となり。市営霊園への路線の付け替えという形で短縮されることとなった。なお、京成五十五年史の路線一覧（1966年）では鎌ヶ谷線が存在しているので、短縮はそのあとである（市川市霊園の開設は1962年10月）。
長らく市川営業所が担当してきたが、2008年に船橋営業所に移管された。
2004年のダイヤ改正で減便された。しかし地元団体から増便運動があったことから、京成バス及び市川市も含めた検討会が行われ、この路線の再編案が検討された。その結果、2009年4月1日から一部ルートを変更し増便を行うこととなった。
2012年12月23日、京成バスシステムに移管された。移管当時現在では唯一、元市川営業所の一般路線となっている。

### 中山競馬場線
- 直通：西船橋駅 - （無停車） - 中山競馬場 （有馬記念開催日のみ運行）

《ちばレインボーバス・ちばシティバスと共同運行》
中山競馬場線は、土日祝日の中山競馬場及び東京競馬場でのレース開催日のみ運行される不定期路線バスで、ちばレインボーバスが運行する白井線の増発便扱いとなる。通常はちばレインボーバス船尾車庫とちばシティバスのみの運行で、有馬記念開催時のみ京成バスシステムも運行する。
- 2014年12月28日：運行開始。

## 高速バス

### エアポートバス東京・成田
旧・東京シャトル。2020年（令和2年）2月1日より「THEアクセス成田」（ビィー・トランセホールディングス、JRバス関東）と統合、「エアポートバス東京・成田」として運行。

## 貸切・特定バス
京成バスの貸切・特定バスは、以前京成バス船橋高速貸切センター（現・新習志野高速営業所）にて運行されていたが、京成バスで運用されていた千葉県内の貸切・特定バスの大部分は当社に移管された。
- ニッケコルトンプラザ - 本八幡駅
2005年11月、京成バス船橋高速貸切センターより移管。
- アートグレイス ウェディングコースト新浦安 - 新浦安駅
2005年11月、京成バス船橋高速貸切センターより移管。
- 市川学園市川中学校・高等学校スクールバス
2007年4月より運行受託。
- スパリゾートハワイアンズ - 松戸駅・西船橋駅
- スパリゾートハワイアンズ - 千葉駅・研究学園駅
西船橋・松戸線は2008年2月4日、千葉線は2013年3月20日より運行受託。
- サッポロビール千葉ビール園 - 新習志野駅・JR津田沼駅
- サッポロビール千葉ビール園 - 船橋競馬場駅・南船橋駅
元々はサッポロビール千葉ビール園が自家用バスで運行していたもので、2013年3月1日より車両の譲渡とともに運行業務を受託。数少ない京成バスグループ以外からの移籍車両を使用しての運行であったが、2016年に廃車となり、現在は京成バスシステム時代に新製された車両にて運用されている。
- 船橋場外 - 南船橋駅
元々は旧・京成バス船橋営業所より移管された船橋オートレース場 - 船橋競馬場駅間の運行だったが、閉鎖と移転により2016年4月8日より変更。
- ららぽーとTOKYO-BAY - 船橋駅
バーゲン、セールなどの混雑時の土休日のみ
- IKEATokyo-Bay - 京成船橋駅【期間限定運行】
年末年始・ゴールデンウィーク・お盆休み期間中のみ、企業送迎用車両を利用して運行される。
- 市町村アカデミー - 幕張本郷駅
- 市町村アカデミー → 海浜幕張駅
- ホテルニュー塩原 - 松戸駅・西船橋駅
2018年4月1日より運行受託
- ランドポート習志野 - 新習志野駅
- 京葉食品コンビナート - 船橋競馬場前駅 ・ 南船橋駅（日通船橋運輸と共同運行）
2021年10月1日より運行受託
- 千葉日本大学第一小学校スクールバス
船橋新京成バス習志野営業所より移管。

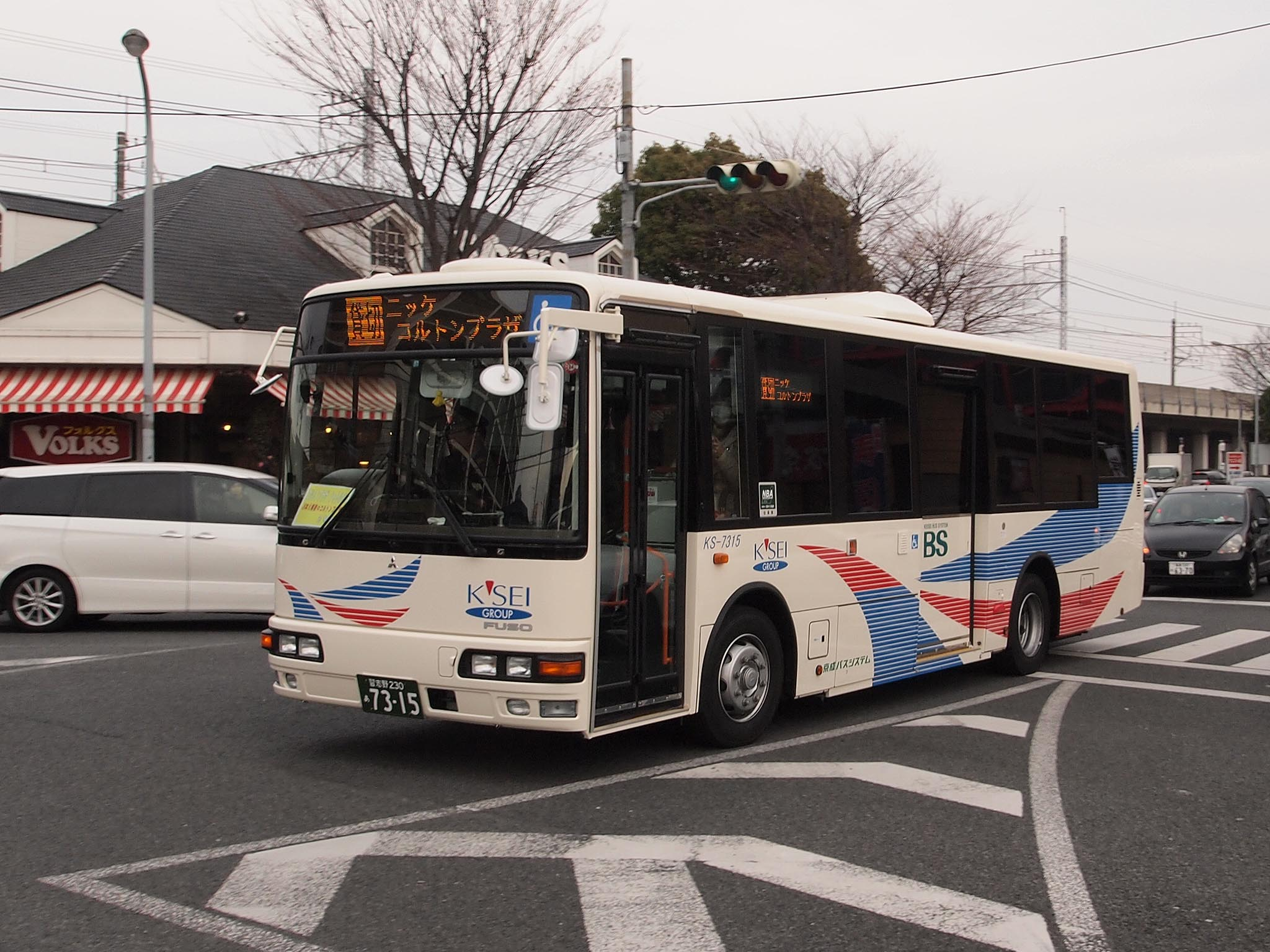
ニッケコルトンプラザシャトルバス(KS-7315)
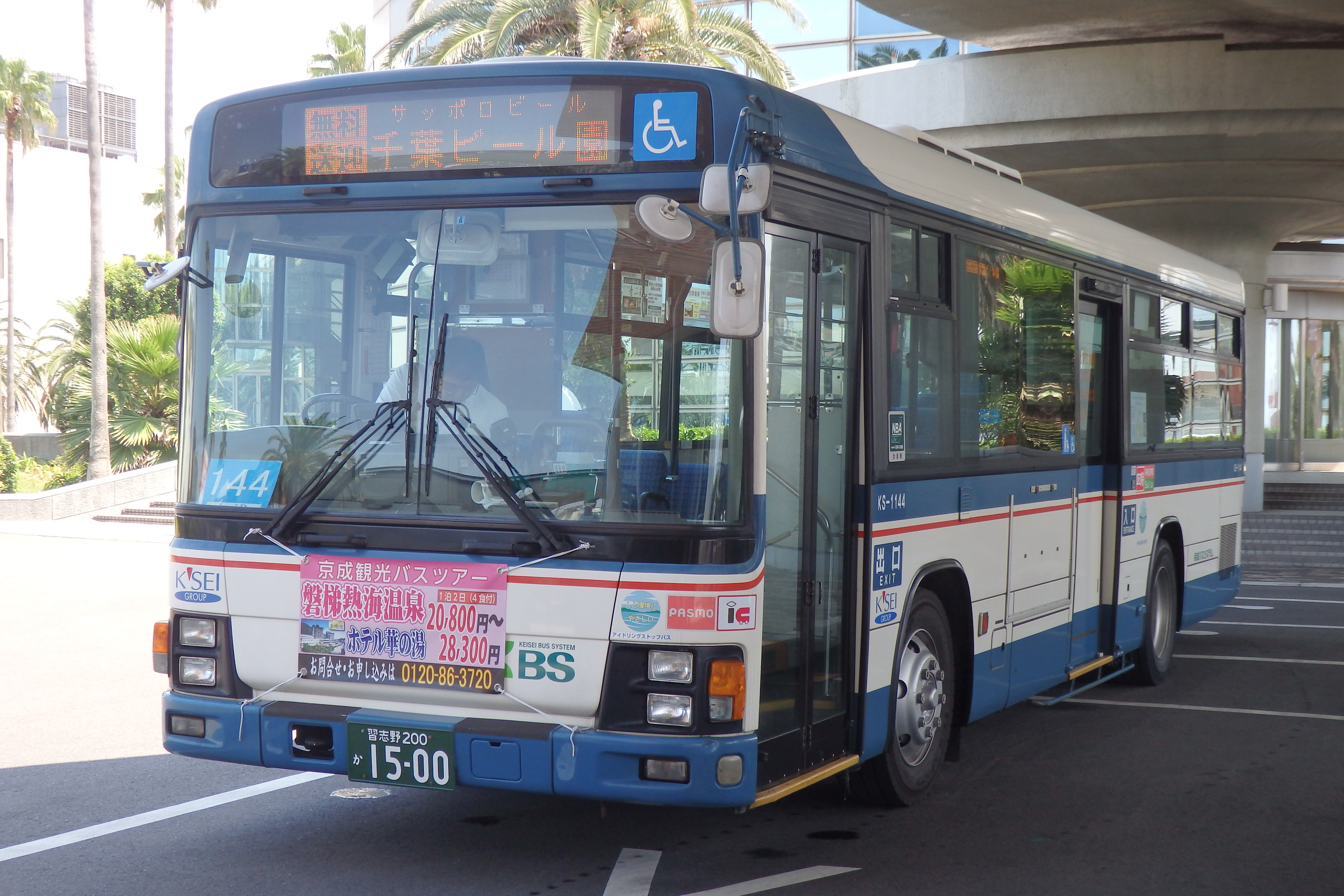
サッポロビール千葉ビール園シャトルバス　(KS-1144) (この車両は本来路線バス用(主に市内線、臨港線)である。)
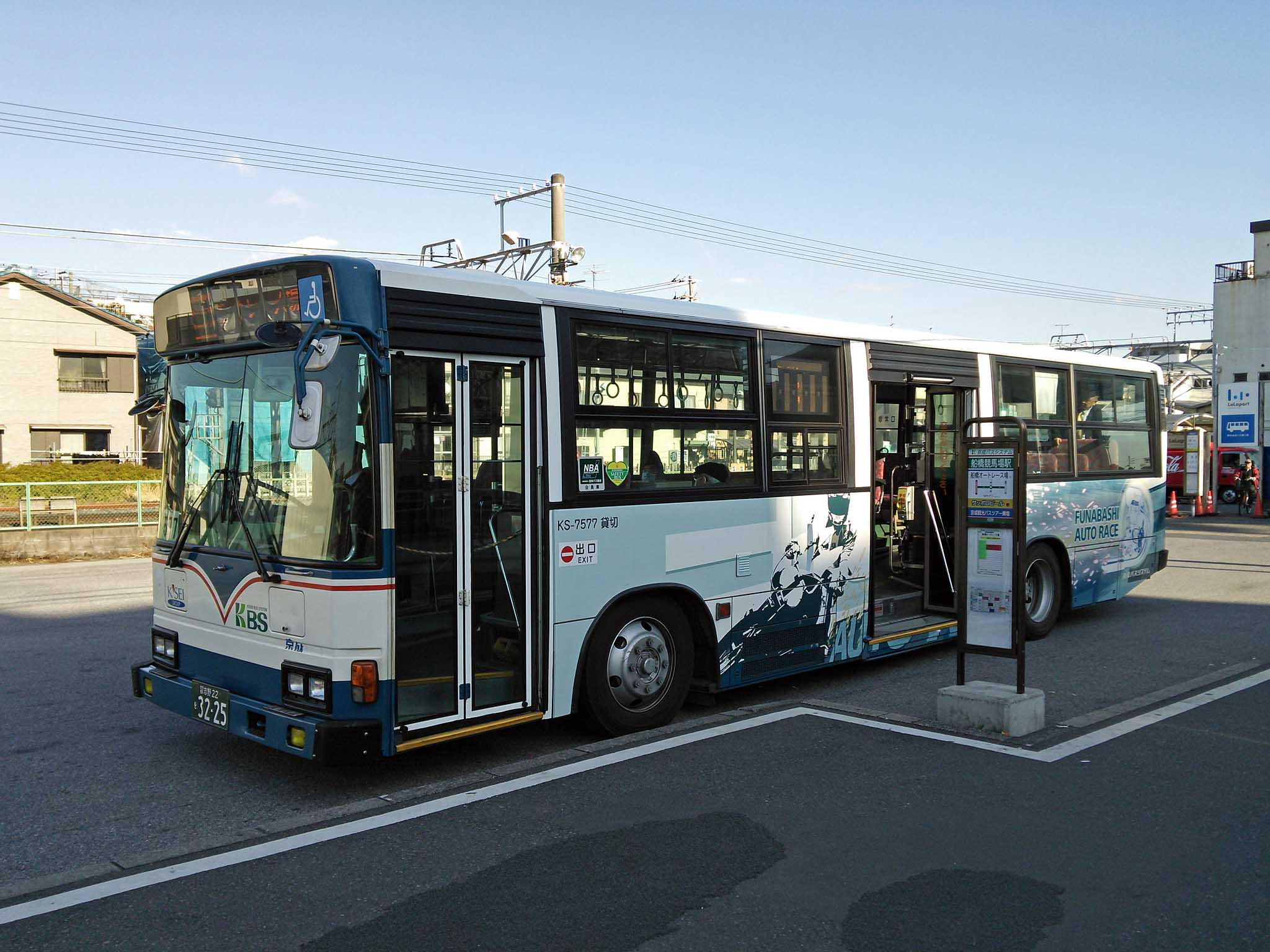
旧・船橋オートレース場シャトルバス（廃車済）　(KS-7577)
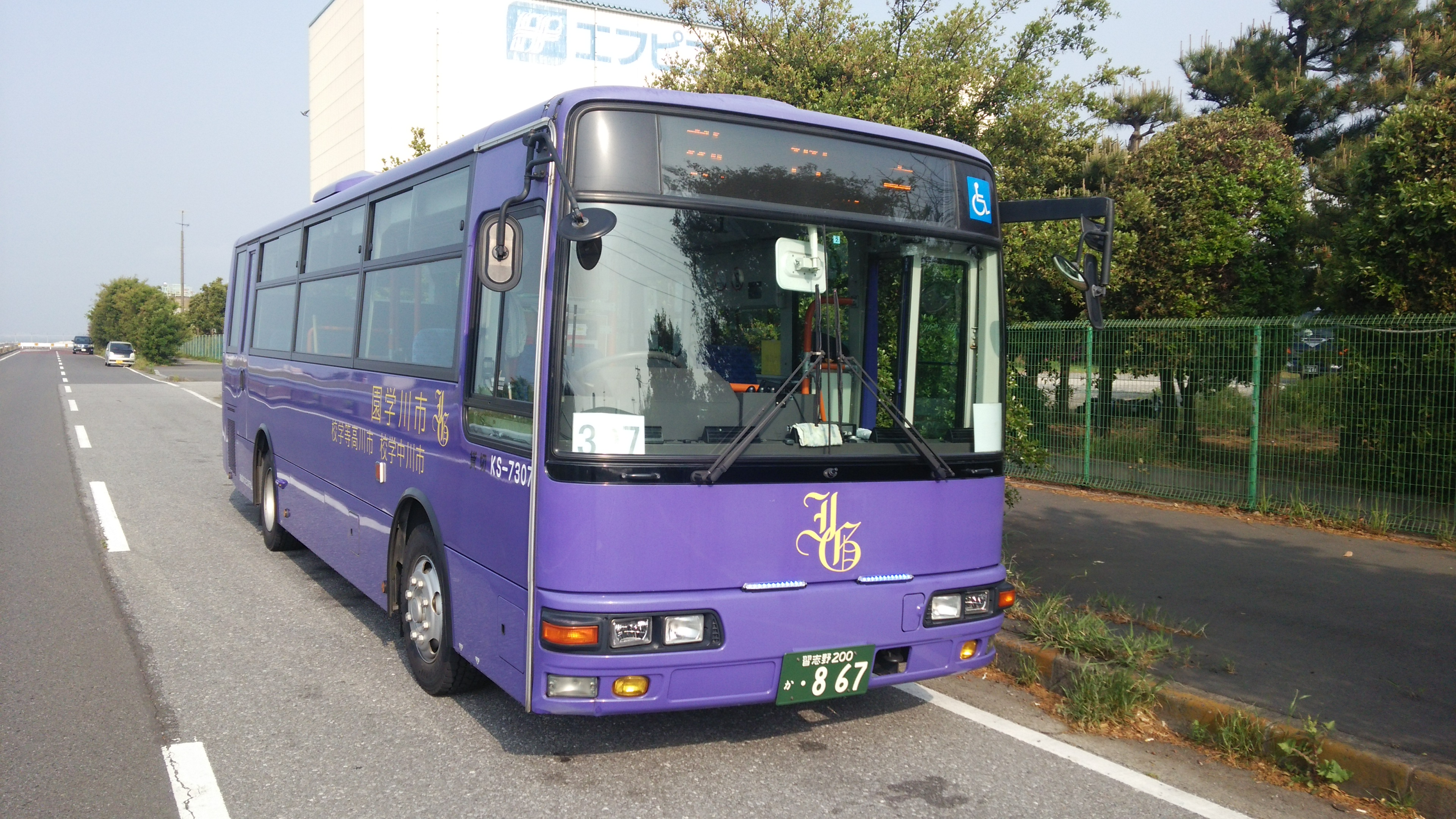
市川学園スクールバス(KS-7307)
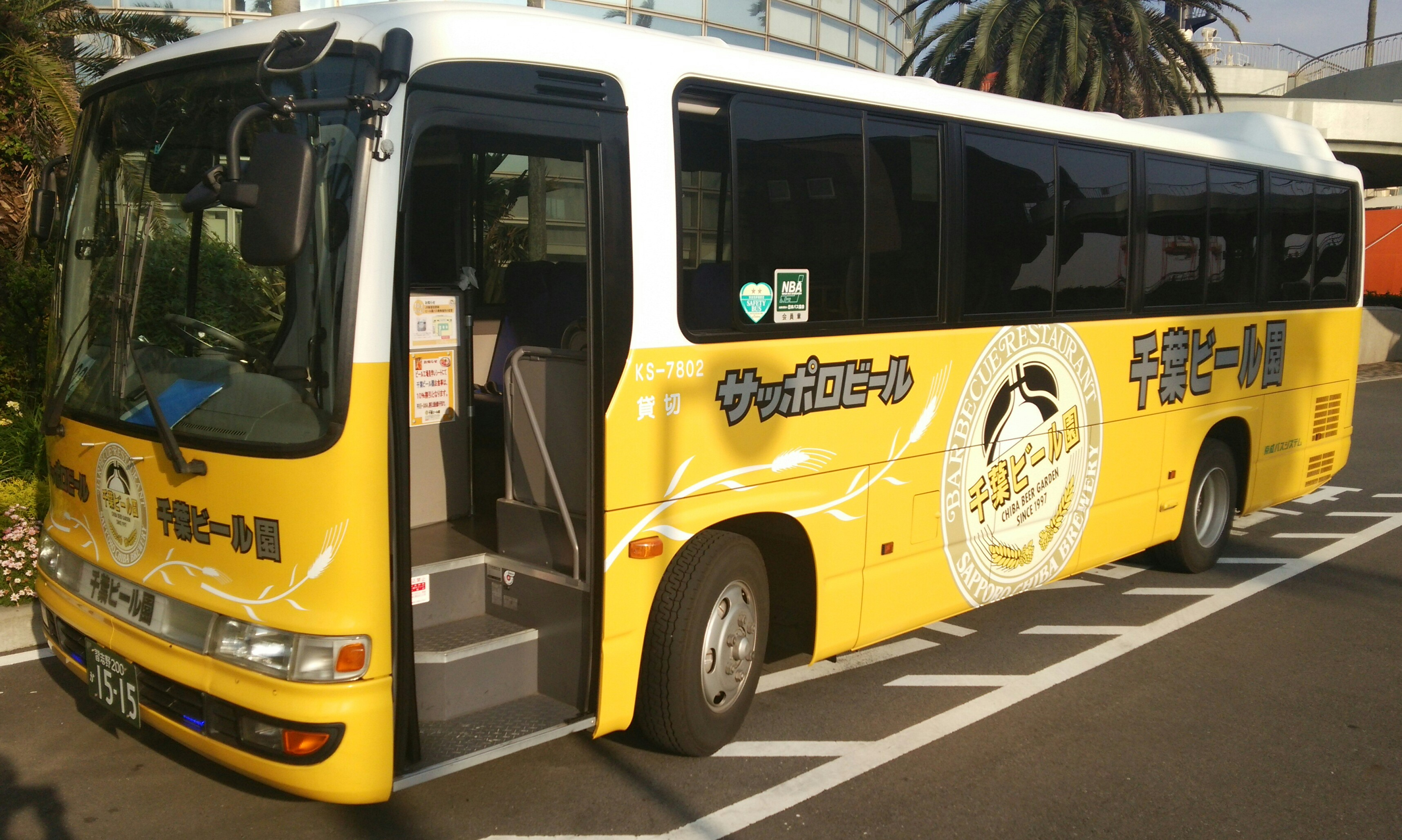
初代サッポロビール千葉ビール園シャトルバス（現在[いつ?]は塗色変更済）　(KS-7802)
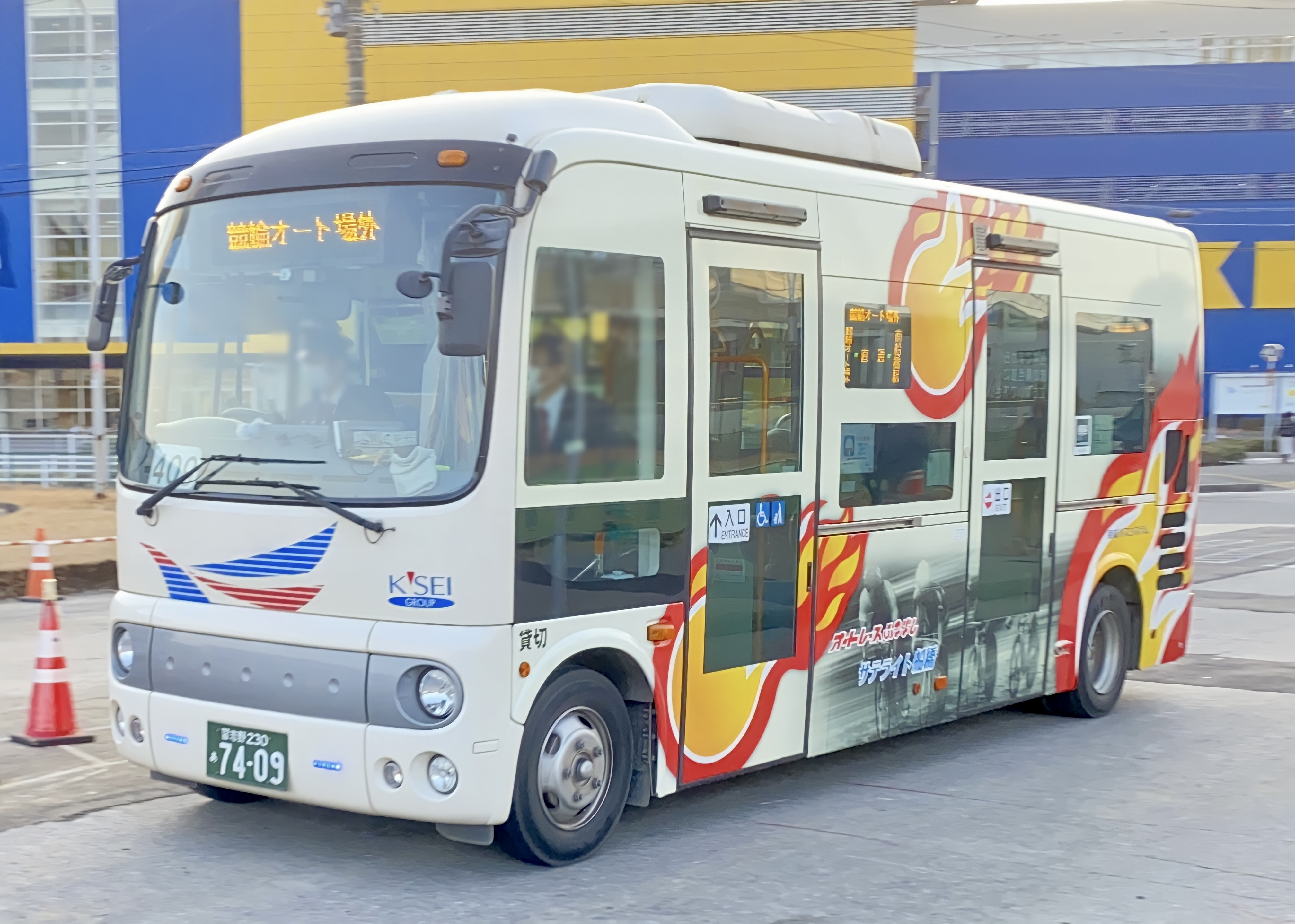
船橋場外車券売り場行きシャトルバス(KS-7409)
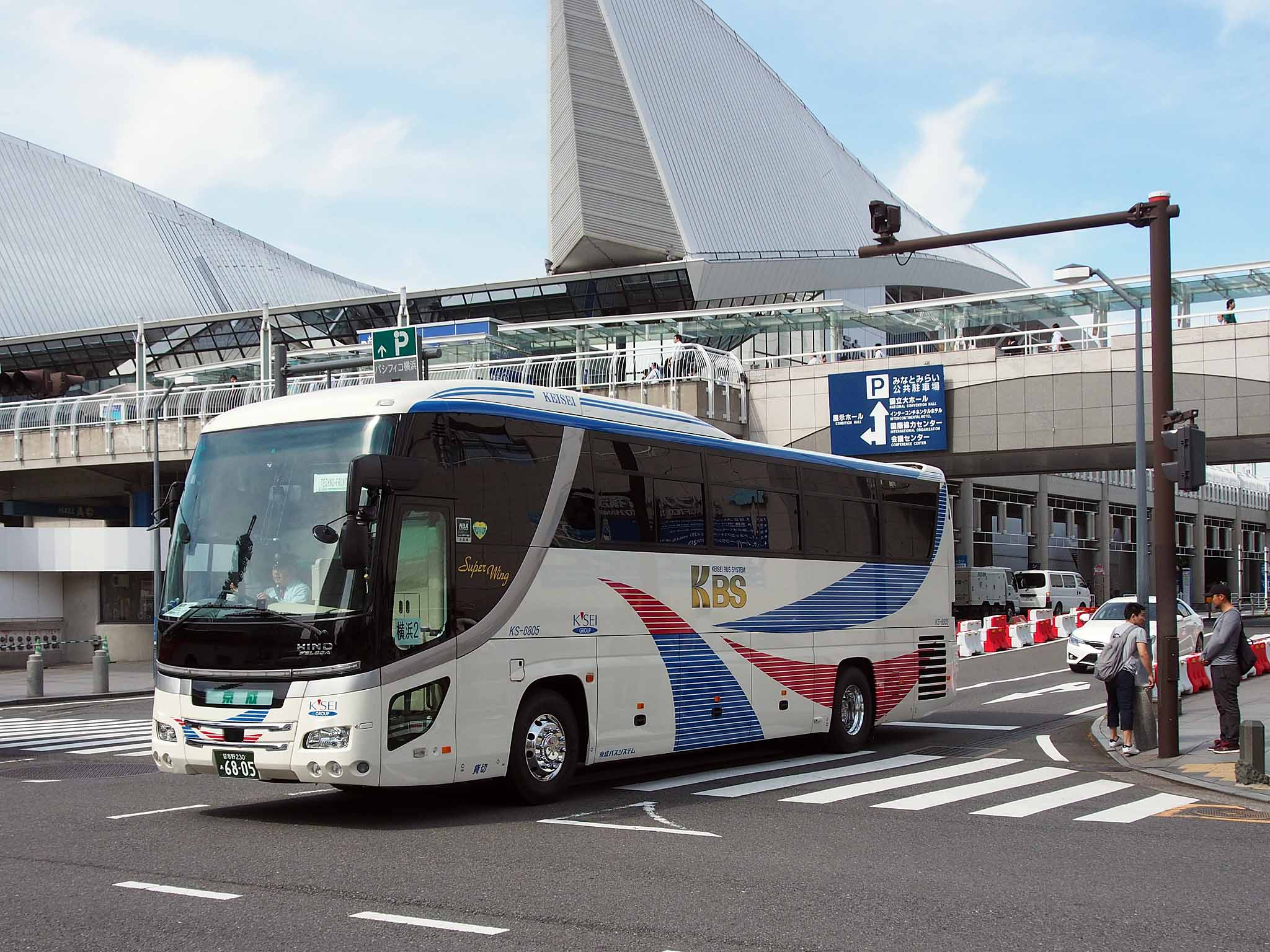
観光バス「スーパーウィング」(KS-6805）
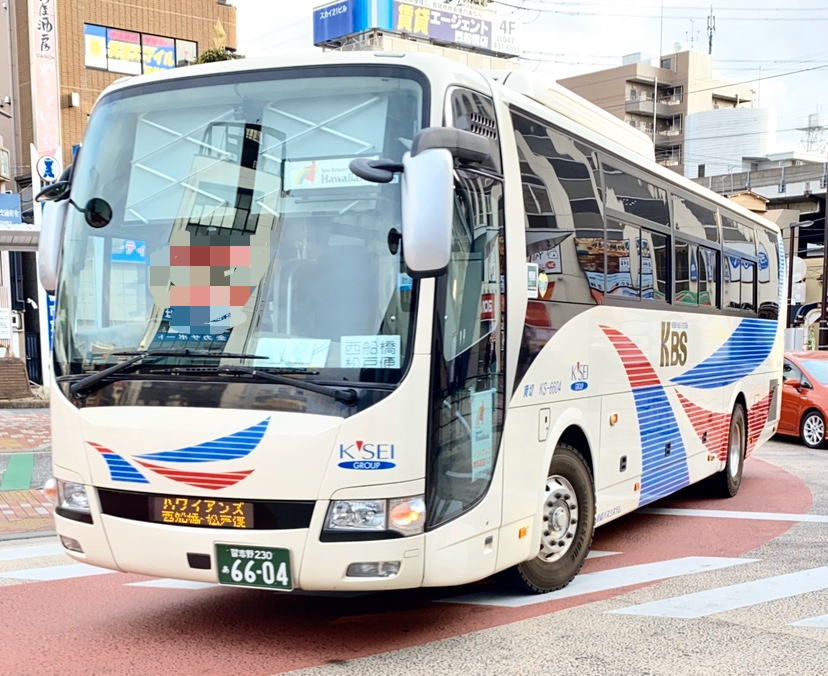
スパリゾートハワイアンズ行き無料シャトルバス（KS-6604）
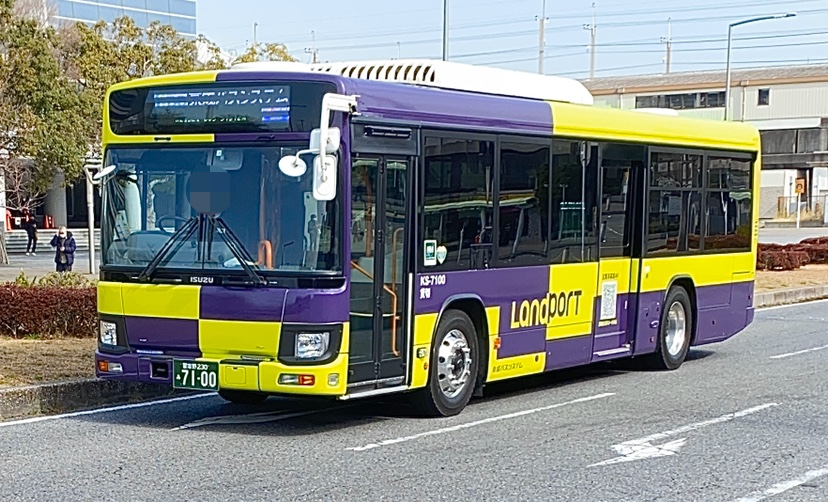
野村不動産が運営するランドポートのラッピングが施された専用の送迎車（KS-7100）
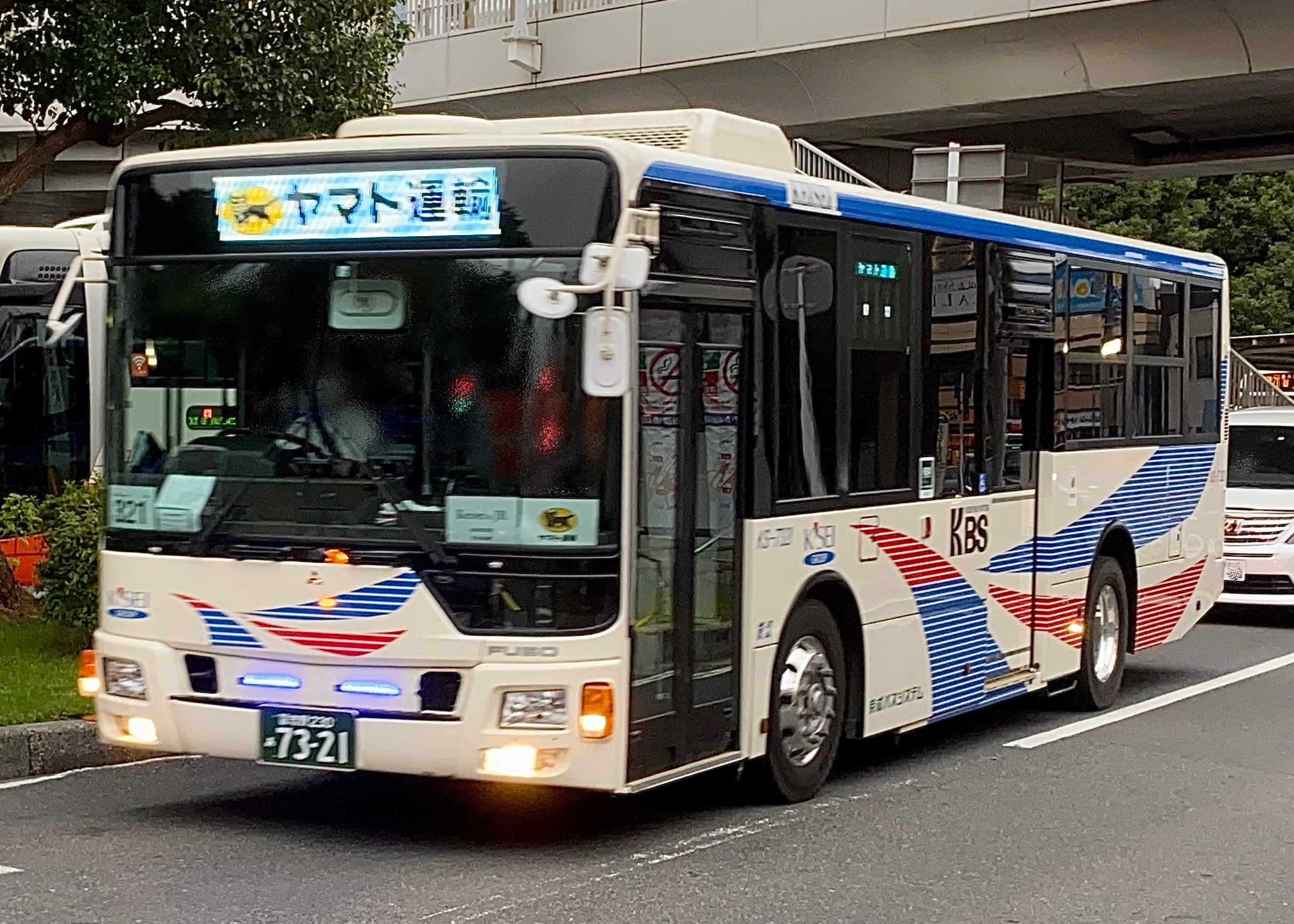
ヤマト運輸船橋ベースの従業員送迎バス（KS-7321）

## 廃止路線

### 鴨川小湊温泉シャトルバス

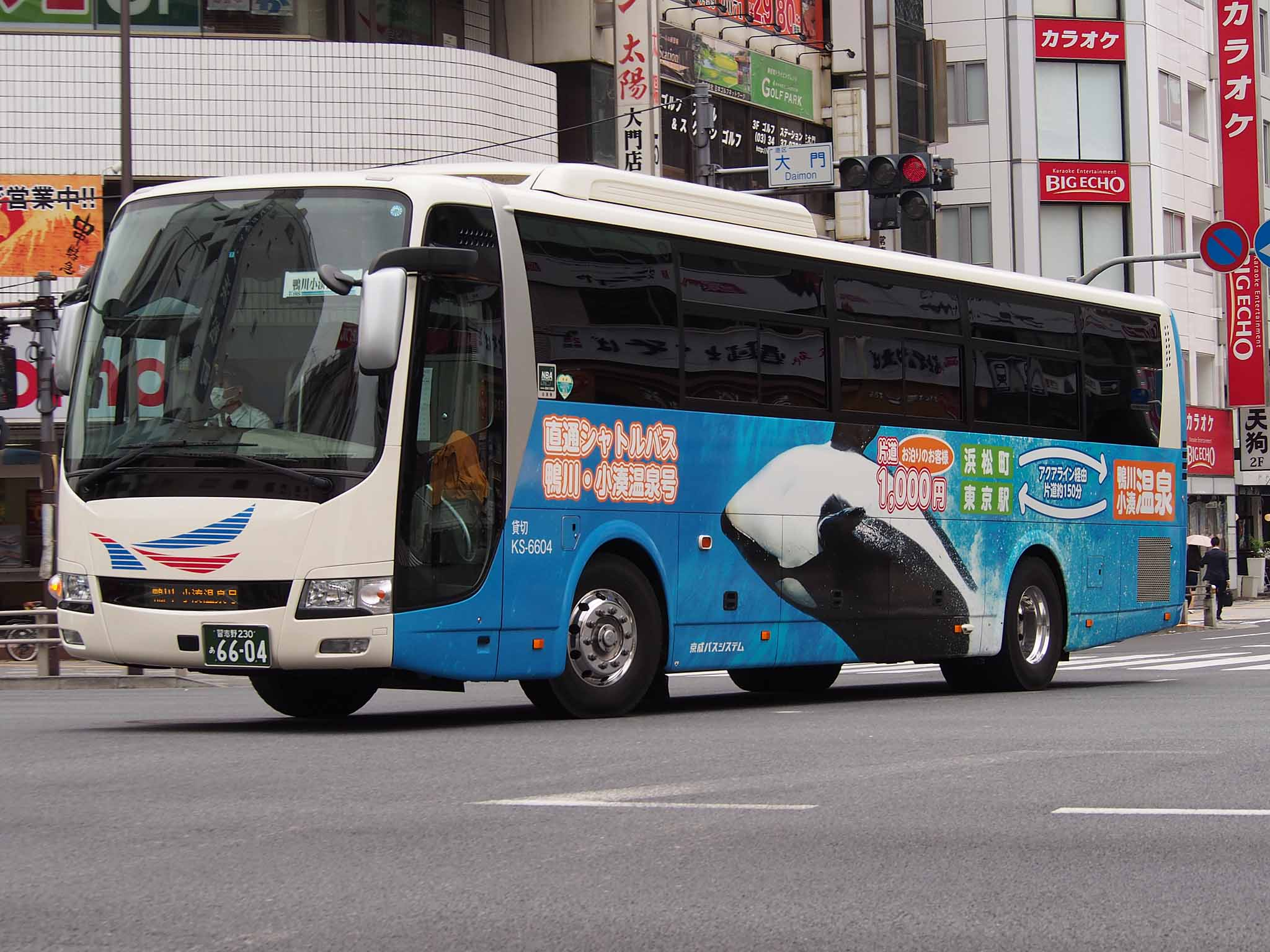
鴨川・小湊温泉号(KS-6604)

鴨川小湊温泉シャトルバスは、京成トラベルサービス・京成バスシステム・鴨川小湊温泉シャトルバス協議会が企画・運行しているツアーバスである。

#### 概要
2005年2月11日、平成の大合併により旧・鴨川市と天津小湊町が合併し、新・鴨川市が誕生した事を記念し、東京都港区の浜松町バスターミナルと鴨川・小湊地区を1日1往復の運行を開始した。
形式上は鴨川小湊温泉シャトルバス協議会が、観光バスをチャーターし、東京都内から鴨川市まで旅行客を輸送する形式を取っているが、事実上は京成トラベルサービスが旅行代理店業の役割をこなし、旅客運賃を収受している他、鴨川市も国庫支出金のうち地域活性化・地域住民生活等緊急支援事業交付金を活用し、運行のサポートを行っている。
また、開設以来ツアーバスでありながら一般路線バスの停留所を利用し運行している、非常に稀有な例である。

#### 運行経路
【往路】
浜松町バスターミナル → <東京湾アクアライン> → 海ほたるパーキングエリア → <館山自動車道 → 国道128号> → 鴨川潮騒市場 → 鴨川グランドホテル → 鴨川シーワールド → 宿中屋 → ホテルグリーンプラザ鴨川 → 鴨川ホテル三日月（現：三日月シーパークホテル安房鴨川） → 小湊ウオポート
【復路】
小湊ウオポート → <国道128号> → 鴨川ホテル三日月 → ホテルグリーンプラザ鴨川 → 宿中屋 → 鴨川シーワールド → 鴨川グランドホテル → 鴨川潮騒市場 → 房総四季の蔵 → <館山自動車道 → 東京湾アクアライン> → 東京駅八重洲口

#### 沿革
- 2005年2月11日：京成バス・京成トラベルサービス・鴨川小湊温泉シャトルバス協議会の共同で「オーシャン号」として運行開始。
- 時期不明：京成バスが撤退し、新たに発足した京成バスシステムに運行業務を移管し、京成トラベルサービス・京成バスシステム・鴨川小湊温泉シャトルバス協議会の共同運行となる。
- 2009年7月29日：運行開始5周年記念として、鴨川シーワールドの人気シャチ「ラビー」の等身大車体ラッピングを実施[11]。また、車体後部には千葉ロッテマリーンズのマスコットキャラクターである、「マーくん」・「リーンちゃん」・「ズーちゃん」・「クール」がラッピングされた。
- 2015年6月1日：2016年2月28日までの期間限定で先着15000名に限り無料運行。
- 2015年7月13日：従来のオーシャン号に代わり、2代目シャトルバスとして「鴨川・小湊温泉号」運行開始。オーシャン号に引き続き、等身大「ラビー」の車体ラッピングの他、後部には、途中停留所である「鴨川潮騒市場」や「房総四季の蔵」等を運営する「潮騒グループ」の公式マスコットである「Pマン・ぴーにゃっつ」のイラストがラッピングされた[12]。
- 2018年3月31日：鴨川小湊温泉シャトルバス協議会との契約満了につき、運行終了[13]。

### 津田沼ららぽーと線
- ら01：ららぽーと東口 - 船橋競馬場駅 - 谷津駅 - 谷津七丁目 - （モリシア津田沼→） - 津田沼駅
- ら01：ららぽーと東口 - 船橋競馬場駅 - 谷津駅 - 谷津七丁目 - （モリシア津田沼 →） 津田沼駅 （← モリシア津田沼） - 第一中学校 - 東船橋駅
- ら01：南船橋駅 - ららぽーと東口 - 船橋競馬場駅 - 谷津駅 - 谷津七丁目 - （モリシア津田沼 →） 津田沼駅
- ら01：南船橋駅 - ららぽーと東口 - 船橋競馬場駅 - 谷津駅 - 谷津七丁目 - （モリシア津田沼 →） 津田沼駅 （← モリシア津田沼） - 第一中学校 - 東船橋駅
- 東11：津田沼駅 （← モリシア津田沼） - 第一中学校 - 東船橋駅
- 2014年3月29日：南船橋駅 - ららぽーと東口 - 津田沼駅 - 東船橋駅を開通。
- 2024年11月11日：路線廃止[14]。

京成バスシステムとして初の新規開業路線。また、現在唯一の京成バスからの移管ではない独自路線であった。『第一中学校 - 津田沼駅 - 谷津小学校』間は京成バス津71・津72系統との共用区間となっていた。2024年11月10日の運行をもって廃止された。

## 車両
いすゞ自動車製・日野自動車製・三菱ふそうトラック・バス製の路線型・観光型・送迎用車両が配置されている。自社発注車のほか、京成バスからの移籍車も多く、京成バスの古参車が転入してくることもある。自社発注車は希望ナンバーで取得している。
新塗装は白色地で「K」の文字をイメージして青色・赤色が入るもの（京成バスのリムジン車新塗装と同様）で、青色・赤色にも細く白色帯が入るほか、京成バス所属車との区別のため「KBS」と書かれたロゴも貼り付けされている。また観光型については、正面の社名灯表記が自社発注車は「京成」、移籍車は「京成観光」となっている。
京成バスから引き継いだ各一般路線で使用する一般路線車は、かつての京成バス船橋営業所花輪車庫と同じく日野自動車製の車両が主力である。また、同車庫からの各路線の移管時も同様に一部の車両が移籍している。

### 社号
京成バスシステムは車両番号を、会社独自の番号で管理しており、『KS - 〇〇〇〇』という形式で統一されている。〇〇〇〇の部分には4桁の数字が表記され、千の位には使用用途が、百の位には車両メーカーが判るようになっている。また、使用目的の変更により千の位は変更されることがあるが、下3桁が変更される事はなく、フロントガラスにも下3桁が掲示されている。
下3桁の表記は京成バスと同一方式であり、京成バスからの移籍車両は一部を除き、京成バス時代と同じ社号を割り振られている。
|   | 千の位                           | 百の位                                   |
| - | -------------------------------- | ---------------------------------------- |
| 1 | 路線バス（高速路線バス含む）     | いすゞ自動車製                           |
| 2 | 特定バス（2017年現在は在籍なし） | いすゞ自動車製                           |
| 3 | 未使用                           | 三菱ふそうトラック・バス製               |
| 4 | 未使用                           | 日野自動車製                             |
| 5 | 未使用                           | 日野自動車製                             |
| 6 | 貸切観光バス                     | 三菱ふそうトラック・バス製               |
| 7 | 貸切送迎バス                     | 日産ディーゼル工業（現・UDトラックス）製 |
| 8 | 未使用                           | 日野自動車製                             |
| 9 | 未使用                           | 未使用                                   |

### 京成バスとの相違点
- 窓下帯の「京成バス」の文字を消し、「京成バスシステム」の文字を車体後方下部に追加している。
- 車内放送時のチャイムが京成バスとは異なるタイプになっている。また、終点到着時に京成バスシステムイメージソングである「みんなの京成バス」が流れる[独自研究?]。